# Бабка альпийская
Бабка альпийская, или зеленотелка альпийская, (лат. Somatochlora alpestris) — вид разнокрылых стрекоз из семейства бабок.

## Описание
Средних размеров стрекоза, немного мельче других представителей рода: длина 45—50 мм, длина брюшка 31—36 мм, длина заднего крыла 30—35 мм
. Окраска тела бронзово-зелёная. В углах лба имеются жёлтые пятна, в основании II и III сегментов брюшка может быть узкая светлая полоска. Глаза яркого изумрудно-зелёного цвета. Верхние анальные придатки у самцов несколько дальше своей середины имеют резкий изгиб внутрь и загнутые кверху кончиками. Характерная особенность в жилковании крыльев: две поперечные жилки в кубито-анальном поле переднего крыла.

## Ареал
Вид с бореально-альпийским ареалом, имеющим изолированные участки в южных горах. Распространён от Финляндии до Японии; изолированные популяции известны в Карпатах, Альпах и на Кавказе, где вид является реликтом ледникового периода. В горах поднимается до 2350 м над уровнем моря. Повсеместно редок и малочислен.
На Украине обнаружен на ограниченной территории хребта Черногора в Карпатах.

## Биология
Время лёта длится с начала июня до середины сентября. Встречается в горах на очень небольших полупроточных водоёмах с чистой и холодной водой, по большей части в арктических и альпийских регионах и местами по равнинам, болотистым массивам в пределах лесной зоны. Личинки живут в водоемах с богатой растительностью, стоячих или заболоченных, чаще небольших, также на верховых болотах.
Яйца самка откладывает вблизи берега на подводную растительность. Личинки ведут придонный образ жизни среди заросшей растительности. Развитие длится 2-3 года.